# Cities in Motion
Cities in Motion is een simulatiespel dat werd ontwikkeld door het Finse Colossal Order. Het spel wordt uitgegeven door Paradox Interactive en kwam in 2011 uit voor OS X en Windows. In 2014 kwam een port naar Linux van het spel uit.
Doel van het spel is het beheren van een openbaar vervoersbedrijf. De speler heeft diverse vormen tot zijn beschikking zoals bus, tram, metro, veerboten en helikopters. Het spel speelt zich af binnen een stad, alwaar de speler haltes voor zijn bedrijf kan aanleggen en op deze manier de lijnen creëert. Door het aanleggen van meer haltes en lijnen kan de speler het bereik van zijn bedrijf vergroten en zo dus meer geld verdienen. De inkomsten van de speler bestaan uit de verkochte tickets voor de aangeboden services. Maar een speler maakt ook kosten zoals de kosten voor het onderhoud en personeel.
In 2013 kwam een vervolg op het spel uit met de naam Cities in Motion 2.

## Gameplay

### Campagne
De speler heeft in het begin van het originele spel (zonder uitbreidingen) 5 steden tot zijn beschikking. Deze zijn Berlijn, Wenen, Amsterdam, Helsinki en sinds versie 1.0.21 ook München. Men kan in iedere stad 3 campagnes spelen die zich telkens in een bepaalde tijdsperiode afspelen, die meestal gekozen is rond een belangrijke periode in de geschiedenis van de steden (bv. de Olympische Spelen in Berlijn). Men krijgt aan het begin van de campagne informatie over welke doelen moeten volbracht worden. Tevens zijn er meestal al een aantal buslijnen aanwezig die niet volledig efficiënt werken en krijgt men beschikking over een bedrag. Vervolgens moet men lijnen gaan aanleggen en exploiteren met als bedoeling om de doelen te bereiken die opgegeven zijn, hiervoor krijgt men dan geld en een beter imago. Nadat men een aantal hoofddoelen behaalt heeft zal er aangegeven worden dat je de campagne succesvol kan afronden. Je kan de campagne niet verliezen, al is het wel aan te raden wanneer je bedrijf verlies maakt en je al het geld en leningen hebt opgemaakt om opnieuw aan de campagne te beginnen.

### Sandbox
In de Sandbox mode kan je elke stad vrij bespelen beginnend vanaf een jaar tussen 1920 en 2020. Je kiest daarbij een naam voor je bedrijf een kleur voor je bedrijf en het start bedrag waarmee je wilt beginnen. Verder kun je vrij je openbaar vervoer imperium uitbreiden in de stad.

### Steden
De steden zijn realistische weergaven van de echte steden waarop ze gebaseerd zijn. Meestal worden de belangrijkste bouwwerken, rivieren en wegen van de stad nagebouwd op een kleinere schaal. De steden zullen doorheen de jaren ook veranderen. Meestal betekent dit uitbreiden, maar in het geval van Berlijn zal er een Berlijnse Muur worden opgetrokken en later weer worden afgebroken. De steden tellen 7 bevolkingsgroepen die elks hun eigen noden hebben:
- Blue-collar workers: Fabriekswerkers, willen goedkoop openbaar vervoer.
- White-collar workers: Kantoorwerkers, willen snel en efficiënt openbaar vervoer.
- Business people: Zakenmensen, willen snel en comfortabel openbaar vervoer.
- Students: Studenten, willen goedkoop openbaar vervoer.
- Tourists: Toeristen, willen de stad zien.
- Pensioners: Gepensioneerden, willen comfortabel openbaar vervoer.
- Dropouts: Werklozen

### Voertuigen
Doorheen de jaren kan men een keuze maken uit een ruim assortiment aan bussen, trams, metros, schepen en helikopters om te gebruiken in je stad. De voertuigen die je op een gegeven moment in de tijd kunt kopen behoren meestal tot die tijdsperiode. Elk voertuig heeft een prijs, een capaciteit, een maximumsnelheid en een betrouwbaarheid. De voertuigen kunnen naarmate ze ouder worden immers pech hebben en stilvallen wat nadelig is voor het humeur van de mensen en het imago van je bedrijf.

## Uitbreidingen
Er zijn verscheidene uitbreidingen verschenen voor het spel die meestal apart te downloaden waren als content. Hierbij een overzicht:
- Cities in Motion: Metro Stations
- Cities in Motion: Design Marvels
- Cities in Motion: German Cities (Keulen, Leipzig)
- Cities in Motion: Tokyo
- Cities in Motion: U.S. Cities (New York, San Francisco)
- Cities in Motion: Design Dreams
- Cities in Motion: ULM
- Cities in Motion: Paris
- Cities in Motion: St. Petersburg
- Cities in Motion: London
- Cities in Motion Collection (Alle uitbreidingen)

Buiten de officiële uitbreidingen zijn er op internetfora nog meerdere uitbreidingen te vinden. Het spel beschikt ook over een editor om steden te bouwen.